# Высокие каблуки
«Высокие каблуки» (дословно — «Далёкие каблуки», Tacones lejanos) — мелодрама испанского режиссёра Педро Альмодовара (1991), главные роли в которой сыграли Виктория Абриль, Мигель Бозе и Мариса Паредес. Музыку к фильму написал Рюити Сакамото, художник по костюмам — Карл Лагерфельд.

## Сюжет
Испанская телеведущая Ребека (Абриль) встречает в аэропорту свою мать (Паредес) — знаменитую актрису и певицу Бекки дель Парамо, которая на протяжении многих лет жила и работала в Мексике. Ребека всю жизнь старалась подражать матери и даже вышла замуж за одного из её бывших любовников, Мануэля (Феодор Аткин). После того, как мать возвращается в Мадрид, её отношения с Мануэлем возобновляются. Однажды вечером труп застреленного Мануэля находят на загородной вилле. Ведущий расследование судья Доми́нгес (Бозe) выясняет, что перед убийством на вилле поочерёдно побывали Ребека и её мать. Обе женщины оказываются в числе подозреваемых. Однако судья неравнодушен только к одной из них.[уточнить]

## Вокруг фильма
Сюжет фильма вырос из давней задумки режиссёра о выпуске новостей, во время которого телеведущая признаётся в совершении убийства. Другой отправной точкой послужила мелодрама 1959 года «Имитация жизни» с Ланой Тёрнер в главной роли, снятая одним из кумиров Альмодовара — Дугласом Сёрком. Альмодовар признаёт, что при работе над сценарием он читал про скандал вокруг убийства дочерью Ланы любовника матери и про не менее бурные отношения Джоан Кроуфорд с её дочерью Кристиной.
В интервью Альмодовар отметил провокационность содержания ленты: мечтающая о воссоединении с матерью Ребека влюбляется в человека, который изображает её мать. По словам режиссёра, Ребеке свойственен инфантилизм: она относится к матери как муж к жене, стремясь безраздельно обладать ею. Зачав ребёнка от трансвестита, переодевающегося в Бекки, она как бы рожает ребёнка от собственной матери.
«Высокие каблуки» — вторая лента Альмодовара, где главную роль сыграла Виктория Абриль (ставшая «примой» режиссёра после его ссоры с Кармен Маурой). Главная мужская роль предназначалась Антонио Бандерасу. После его отъезда в США пришлось искать другого актёра. Выбор пал на Мигеля Бозе — очень популярного тогда в Испании певца и музыканта.
Несмотря на враждебное отношение критиков, в испанском прокате фильм «Высокие каблуки» стал одним из самых успешных для Альмодовара, во многом благодаря участию в нём Бозе. Лента также имела большой успех в Италии и Франции. Фильм был удостоен французской награды «Сезар» как лучший фильм на иностранном языке.

## Музыка
Альмодовар прослушал огромное количество песен, чтобы найти те, которые бы соответствовали такой певице, как Бекки дель Парамо в начале и в конце её карьеры. Первая песня — «Год любви» (Un Año de Amor), которую исполняет трансвестит Леталь, переодевающийся в Бекки во время своего шоу, является французской песней Нино Феррера (существует известная итальянская версия в исполнении Мины). Альмодовар перевёл текст на испанский. Вторая — «Думай обо мне» (Piensa en mí) — очень известная в Мексике песня композитора Агустина Лара, которую пела Лола Белтран. Альмодовар выбрал редакцию Чавелы Варгас, исполняющей песню как плач.
После того как две песни были найдены, Альмодовар искал голос, который подходил бы Бекки дель Парамо. После нескольких проб голоса, Альмодовар обнаружил внешнее сходство Марисы Паредес и Лус Касаль, известной в Испании рок-певицы. Лус Касаль записала «Год любви» и «Думай обо мне» для фильма. Эти две песни стали её самыми большими хитами.
Сцена танца в тюремном дворе отсылает к известным мюзиклам, таким как «Тюремный рок» с Элвисом Пресли и «Плакса» Джона Уотерса. В этой сцене используется меренге «Pecadora» (Грешница) «Братьев Росарио» (Los Hermanos Rosario).
На начальных титрах и в сцене признания Ребеки Альмодовар использует темы Майлза Дэвиса 60-х годов, которые были вдохновлены фламенко.
Также в фильме используются две темы Гила Эванса из его «Испанских эскизов». Первая — «Solea» («одиночество» на андалусском диалекте), звучит, когда Ребека ожидает прилёт матери. Вторая — «Saeta», звучит, когда Ребекка идёт на кладбище, чтобы бросить горсть земли на гроб мужа.
Альмодовар также использует две темы Джорджа Фентона из фильма «Опасные связи». Они звучат, когда Ребекка возвращается в тюрьму в фургоне, и когда она выходит из тюрьмы и возвращается домой.